# Günther Hansen
Pour les articles homonymes, voir Hansen.
Günther Hansen, né le 17 mai 1919 à Ulkebøl (da) et mort le 22 juillet 1968 à Cologne, est un spécialiste du théâtre allemand danois.

## Biographie
Hansen étudie le théâtre à l'Université de Cologne, entre autres avec Carl Niessen (de). Il obtient son doctorat en 1961 avec une thèse sur le Théâtre national danois d'Odense, et sa thèse d'habilitation, publiée à titre posthume en 1984, porte sur la Commedia dell'arte en Allemagne. Hansen a enseigné à l'Université de Cologne et y a travaillé intensivement dans la collection théâtrale.
Son travail se caractérise par son engagement intensif avec des sources visuelles. Hansen a été nommé professeur d'études théâtrales à l'Université de Copenhague en 1968, mais meurt avant de pouvoir prendre ses nouvelles fonctions.

## Publications
- 1961 : Die Entwicklung des National-Theaters in Odense aus einer deutschen Entreprise. Ein Beitr. zur dt.-dän. Theatergeschichte, Cologne.
- 1963 : Die Entwicklung des National-Theaters in Odense aus einer deutschen Entreprise. Ein Beitr. zur dt.-dän. Theatergeschichte, Emsdetten (Westphalie), Lechte.
- 1963 : Das National-Theater in Odense. Ein Beitr. zur dt.-dän. Theatergeschichte, Emsdetten (Westphalie), Lechte.
- 1964 : Omnia si perdas famam servare memento. Die Vereinigte Ges. dt. Schauspieler in Köln 1771 - 1773, Université de Cologne, Inst. f. Theaterwissenschaft.
- 1977 : Wie man Gespräche besser führt! [prakt. Hinweise zur Vorbereitung u. Durchführung], Schrickel, Düsseldorf.
- 1984 : Formen der Commedia del'arte in Deutschland, Emsdetten (Westphalie), Lechte  (ISBN 9783784911090).